# Les Ventes
Les Ventes és un municipi francès situat al departament de l'Eure i a la regió de Normandia. L'any 2007 tenia 1.040 habitants.

## Demografia

### Població
El 2007 la població de fet de Les Ventes era de 1.040 persones. Hi havia 398 famílies de les quals 80 eren unipersonals (44 homes vivint sols i 36 dones vivint soles), 135 parelles sense fills, 167 parelles amb fills i 16 famílies monoparentals amb fills.
La població ha evolucionat segons el següent gràfic:
Habitants censats

### Habitatges
El 2007 hi havia 439 habitatges, 408 eren l'habitatge principal de la família, 23 eren segones residències i 8 estaven desocupats. Tots els 437 habitatges eren cases. Dels 408 habitatges principals, 379 estaven ocupats pels seus propietaris, 26 estaven llogats i ocupats pels llogaters i 4 estaven cedits a títol gratuït; 1 tenia una cambra, 7 en tenien dues, 42 en tenien tres, 98 en tenien quatre i 261 en tenien cinc o més. 330 habitatges disposaven pel capbaix d'una plaça de pàrquing. A 159 habitatges hi havia un automòbil i a 236 n'hi havia dos o més.

### Piràmide de població
La piràmide de població per edats i sexe el 2009 era:
| Homes | Edats   | Dones |
| ----- | ------- | ----- |
| 0     | 95 o +  | 0     |
| 0     | 90 a 94 | 0     |
| 4     | 85 a 89 | 4     |
| 12    | 80 a 84 | 8     |
| 12    | 75 a 79 | 8     |
| 16    | 70 a 74 | 16    |
| 8     | 65 a 69 | 4     |
| 20    | 60 a 64 | 24    |
| 32    | 55 a 59 | 8     |
| 52    | 50 a 54 | 52    |
| 40    | 45 a 49 | 60    |
| 56    | 40 a 44 | 60    |
| 40    | 35 a 39 | 36    |
| 28    | 30 a 34 | 20    |
| 24    | 25 a 29 | 28    |
| 20    | 20 a 24 | 20    |
| 52    | 15 a 19 | 52    |
| 60    | 10 a 14 | 32    |
| 24    | 5 a 9   | 24    |
| 12    | 0 a 4   | 16    |

## Economia
El 2007 la població en edat de treballar era de 731 persones, 539 eren actives i 192 eren inactives. De les 539 persones actives 507 estaven ocupades (276 homes i 231 dones) i 32 estaven aturades (15 homes i 17 dones). De les 192 persones inactives 91 estaven jubilades, 62 estaven estudiant i 39 estaven classificades com a «altres inactius».

### Ingressos
El 2009 a Les Ventes hi havia 410 unitats fiscals que integraven 1.062 persones, la mediana anual d'ingressos fiscals per persona era de 21.636,5 €.

### Activitats econòmiques
Dels 18 establiments que hi havia el 2007, 1 era d'una empresa alimentària, 1 d'una empresa de fabricació d'altres productes industrials, 5 d'empreses de construcció, 3 d'empreses de comerç i reparació d'automòbils, 1 d'una empresa de transport, 1 d'una empresa d'informació i comunicació, 2 d'empreses financeres, 3 d'empreses de serveis i 1 d'una entitat de l'administració pública.
Dels 5 establiments de servei als particulars que hi havia el 2009, 1 era un guixaire pintor, 1 fusteria, 2 lampisteries i 1 electricista.
L'únic establiment comercial que hi havia el 2009 era una fleca.
L'any 2000 a Les Ventes hi havia 9 explotacions agrícoles que ocupaven un total de 588 hectàrees.

## Equipaments sanitaris i escolars
El 2009 hi havia una escola elemental integrada dins d'un grup escolar amb les comunes properes formant una escola dispersa.

## Poblacions més properes
El següent diagrama mostra les poblacions més properes.